# Eravamo tanto felici
Eravamo tanto felici (Tender Comrade) è un film del 1943 diretto da Edward Dmytryk.